# Noord-Hollandse kaas
Noord-Hollandse kaas is een beschermde streekkaas uit Noord-Holland. Als een van weinige producten uit Nederland heeft de EU aan Noord-Hollandse kaas het predicaat Beschermde oorsprongsbenaming toegekend. Hierdoor is men bij het maken van Noord-Hollandse kaas wettelijk verplicht om productie, verwerking en bereiding plaats te laten vinden in Noord-Holland, moet het product al lange tijd in de streek worden geproduceerd en moet de productiewijze in de tijd onveranderd gebleven. Concreet betekent dit dat de melk afkomstig is van koeien die op de Noord-Hollandse weiden grazen, dat de kaasmakerij gegarandeerd in Noord-Holland moet staan en dat de kaas volgens het oorspronkelijke proces en met de oorspronkelijke ingrediënten geproduceerd moet zijn.
De smaak van Noord-Hollandse kaas wordt beïnvloed door zijn omgeving. Dit komt doordat het Noord-Hollandse klimaat en de ingepolderde grond sterk onder invloed staan van de zee, waardoor de Noord-Hollandse weiden een rijke melk geven.

## Soorten Noord-Hollandse kaas
Er zijn twee soorten kaas die door de EU zijn erkend als Noord-Hollandse kaas: Noord-Hollandse Goudse en Noord-Hollandse Edam. Aan beide typen kazen is een zogenaamde "Beschermde oorsprongsbenaming" (BOB) toegekend.
Op dit moment wordt alleen nog Noord-Hollandse Goudse geproduceerd. De productie van Noord-Hollandse Edam is gestopt. Noord-Hollandse Gouda wordt geproduceerd in kazen van 12 en 16 kg.
Er bestaat een veelheid aan merken Noord-Hollandse kaas die geproduceerd zijn volgens de officiële BOB-regelgeving. Iedere supermarktketen heeft zijn eigen merk. Daarnaast zijn er ook Noord-Hollandse kazen die niet aan een specifieke supermarkt verbonden zijn. Noord-Hollandse Goudse kaas moet wettelijk een vetpercentage hebben van minimaal 48%, en maximaal 52% in de droge stof.

## Smaak van Noord-Hollandse kaas
Er is een duidelijk merkbaar verschil in smaak tussen gewone Goudse kaas, en Noord-Hollandse Goudse. Ten opzichte van gewone Goudse kaas, is Noord-Hollandse Goudse voller en romiger van smaak op jonge leeftijd en zoeter, fruitiger en intenser van smaak op oudere leeftijd.
Daarnaast is Noord-Hollandse kaas van nature minder zout, doordat hij korter gepekeld hoeft te worden. Dit zorgt ervoor dat de kaas wat smeuïger is dan gewone Goudse kaas (minder brokkelig).

## Herkenbaarheid in de winkel
Iedere hele kaas is voorzien van een rijksmerk. Het rijksmerk op de Noord-Hollandse Goudse kaas is voorzien van de tekst Noord-Holland Goudse 48+.
Op de verpakking is Noord-Hollandse kaas, die voldoet aan de wettelijke richtlijnen van de beschermde oorsprongsbenaming, herkenbaar aan het Rode Zegel dat op iedere verpakking als keurmerk is afgebeeld.